# Cəlayir (Cəlilabad)
Cəlayir è un comune dell'Azerbaigian situato nel distretto di Cəlilabad. Conta una popolazione di 1 004 abitanti.